# Octane
Octane é um filme de suspense e de terror de 2003, dirigido Marcus Adams. A história segue Senga Wilson, uma mulher recém divorciada, tentando salvar a sua filha, Natasha de 15 anos, de um estranho culto obcecado com sangue e carros.

## Enredo
Mãe solteira, Senga (Madeleine Stowe) e a sua filha, Nat de quinze anos de idade (Mischa Barton), estão há 6 horas numa viagem para visitar Marek, pai de Nat, pelo seu aniversário. Após a ocorrência de vários incidentes misteriosos, Senga decide parar numa área de serviço.
Lá, Nat encontra The Backpacker (Bijou Phillips) e oferece-lhe uma boleia. Senga está visivelmente perturbada pela estranha The Backpacker e a sua música que toca no carro, através de um CD que ela pediu para colocarem no leitor. Elas deixam-na numa área de piquenique e quando voltam mais tarde para lhe devolverem o CD que ela se tinha esquecido, ela parece ter desaparecido.
Pouco depois, Nat convence a mãe a voltar ao restaurante, para ela comprar o presente de aniversário para Marek. Após a longa viagem, Senga está furiosa por descobrir que Marek comprou bilhetes para Nat ir a um festival musical que ela se recusou a autorizar. Após um acalorado argumento, Nat fica com The Backpacker e com um estranho casal. Senga chama a polícia, mas parece inútil, e ela decide seguir a filha sozinha.
Quando ela apanha o grupo, ela entra na caravana deles e descobre um estranho e assustador número de coisas, incluindo termos cheios de sangue e vídeos de jovens falando sobre as suas vidas passadas. Ela sai da caravana sem que ninguém veja, mas quando chega à estrada, The Backpacker revela-se do seu esconderijo no banco traseiro. Ele persegue Senga e provoca-lhe um acidente rodoviário.
Na parte de trás de um camião petroleiro, Nat parte com The Backpacker e um homem jovem, que a apresenta ao grupo e ao seu enigmático líder. Senga acordada e um homem está junto dela com o seu reboque, que insiste em que Senga venha com ele. No seu carro, ela encontra uma foto de uma menina que ela viu num vídeo na caravana. Ele informa que a garota é Christine, a sua falecida irmã.
Senga é levada a uma delegacia policial, onde ela relata o desaparecimento de Nat. A polícia mostrou pouco útil, e, na frustração, Senga pede-lhes para ligar para Marek. O homem que responde à chamada não é Marek; ele disse à polícia que Senga está sob efeito da medicação, e que Nat foi com ele passar a semana. Após uma série de explosões e alucinações, Senga encontra-se três vezes com os cultistas e segue-os para um centro de pesquisa abandonado. Aqui, ela encontra RV novamente.
Enquanto Nat satisfaz The Father, RV apresenta várias armas, matando a maioria dos membros do culto. Antes que The Father iniciasse com Nat, Senga ataca-o. Mãe e filha fugem em diferentes direções, com Senga sendo perseguida pelo The Backpacker e Nat pelo The Father, que usa um megafone para falar com ela. Durante a perseguição a partir de uma sala de vigilância, The Father revela que Senga queria ter um aborto, quando ela descobriu que ela estava grávida de Nat. O choque dessas palavras levam Senga a um estado catatónico.
Ela é puxada pelo RV, que lhe mostra o corpo de Marek. Senga usa essa informação para demonstrar como os novos amigos de Nat são maus. Enquanto mãe e filha tentam fugir, o RV e The Father lutam; quando The Father morde a língua de RV, cospe-a para fora, faz Senga explodir a última bomba, matando os dois. Mãe e filha continuam a sua viagem, mas quando elas param num posto de abastecimento e regressam ao seu carro, encontram lâminas - o cartão telefónico de The Father - anexado ao espelho retrovisor.

## Elenco
Os Wilsons
- Madeleine Stowe como Senga Wilson.
- Mischa Barton como Natasha 'Nat' Wilson, filha de Senga.
- Samuel Fröler como Marek, ex-marido de Senga e pai de Natasha.

Os cultistas
- Jonathan Rhys Meyers como The Father, o líder do culto.
- Bijou Phillips como The Backpacker.
- Leo Gregory como Joyrider.
- Gary Parker e Amber Batty como o casal estranho.
- Jenny Jules como polícia de patrulha.
- Patrick O'Kane como camionista.
- Stephen Lord como Carjacker.
- Sarah Drews como Christine.

Outros
- Norman Reedus como Recovery Man (RV), irmão de Christine.
- Martin MCDougall como Motivational Speaker.
- Shauna Shim e David Menkin como paramédicos.
- Nigel Whitmey como Detetive Ned Stephens.
- Dean Gregory como missionário de Christian.
- Raffaello Degruttola e Glenn Wrage como polícias de patrulha.
- Monika Hudgins como mulher do Sul.
- Cesar Bayona Pinto como Latino.
- Véronique Koch e Ase Dunbar as Cashiers
- Nicolette Christie e Emma Drews como rapariga adolescente.
- Tom Hunsiger como Investigador da cena do crime.
- Sam Douglas como detetive.
- Rachel Pollack como nova rapariga.[2]